# Кобелякский уезд
Кобелякский уезд — административно-территориальная единица в составе Полтавской губернии Российской империи, существовавшая в 1781 — 1923 годы. Уездный город — Кобеляки.

## География
Располагался между 48°45' и 49°31' северной широты, на юге губернии и отделяется от Екатеринославской губернии течением рек Днепра и Орели.
Пространство уезда, по Стрельбицкому = 3227,2 кв. вёрст = 336167 десятин, а по данным генерального межевания = 329017 десятин.
Уезд, в общем, представляет постепенный склон к левому низкому и отлогому берегу реки Днепра, и орошается системой рек Псёла, Ворсклы и Орели.
Водораздел Псёл-Голтва-Ворскла занимал больше половины уезда, водораздел же Ворскла-Орель — остальную часть. Правые берега Псёла, Ворсклы, Орели — высоки, круты, часто обрывисты и овражисты, левые обыкновенно пологи и низки. Общий характер водоразделов — широковолнистый с многочисленными балками и оврагами. Водораздел Псёл-Голтва-Ворскла — слабо волнистая степь, 60 саженей средней высоты.
Водораздел Ворскла-Орель на 10 саженей ниже первого, при средней высоте 50,6 саженей имеет вид низменной равнины, изобилующей котловинами с застаивающейся солоноватой водой.
Днепр и Псёл протекают на незначительном протяжении, так же как и Орель; Ворскла же прорезает весь уезд; несколько речек и ручьев летом пересыхают. Из рек судоходен только Днепр; пароходные и грузовые пристани в Переволочне и Орлике.
В нескольких местах по побережью Днепра обнаружены месторождения красного слоистого гранитита, который был употреблен при постройке железнодорожного моста в Екатеринославе; несколько каменоломен незначительных размеров разрабатывают серый гранит. Из других полезных ископаемых обнаружены на берегах реки Ворсклы у местечка Белики залежи синей гончарной глины.
По исследованию почв профессором Докучаевым обнаружено, что горовой (суглинистый) чернозём является господствующей почвой Кобелякского уезда. Содержание гумуса колеблется от 4,21 % до 6,301 %, равняясь в среднем 5,41 %. Супесчаный чернозём (чернозём пологих скатов) занимает незначительное пространство на пологих склонах к рекам, неширокими полосами в 2-3 версты в поперечнике. Содержание гумуса от 3,53 до 4,79 %, в среднем 3,72 %. Супеси обыкновенно служат переходом от супесчаных черноземов к пескам, чаще всего представляют узкую полосу со стороны реки, заключают растительного перегноя в среднем 1,54 %. Солонцы относятся к почвам болотно-наземным, происшедшим при содействии стоячей воды.
Главная площадь занята солонцами на водоразделе Ворскла-Орель, отчасти на водоразделе Псёл-Голтва-Ворскла.
В солонцах, по полному химическому анализу, гумус совершенно отсутствует, и главными составными частями служат кремнекислота 76,6 %, глинозём 7,8 %, остальное — разные окиси и соли.
Удобной земли по окладным книгам (1887) 317714 десятин, из которых принадлежит дворянству 91815 десятин (30,0 %), духовенству 3732 десятины (1,2 %), купцам 3768 десятин (1,3 %), мещанам 3817 десятин (1,3 %), казакам 131968 десятин (43,6 %), государственным крестьянам 34795 десятин (11,5 %), крестьянам-собственникам 17523 десятины (5,8 %), в общем владении казаков и государственных крестьян 6501 десятина (2 %), разным владельцам 7885 десятин (3 %). Пахотной земли 69,0 %, сенокосной 8 %, лесной 5,2 %, выгонов 6,6 %, усадебной 5,4 %.

## Население
Жителей 242875: дворян 2528, духовенства 1365, почётных граждан и купцов 375, мещан 5238, крестьян 221266, военных сословий 11220, прочих 883.
Православных — 239912, католиков — 149, евреев — 2522, протестантов — 21, прочих — 271. По статистической подворной переписи (1887 году) из общего числа 29897 хозяйств сельского сословия насчитывается:
|                                                                                            | Не имеющих пахотной земли         | С пахотной землей на одно хозяйство: | С пахотной землей на одно хозяйство: | С пахотной землей на одно хозяйство: | С пахотной землей на одно хозяйство: | С пахотной землей на одно хозяйство: |
| Менее 3 десятин                                                                            | Не имеющих пахотной земли         | 3-6 десятин                          | 6-9 десятин                          | 9-20 десятин                         | Более 20 десятин                     |                                      |
| Казаков Крестьян государственных Крестьян казенных Крестьян-собственников Воинских поселян | 20,1 % 59,4 % 21,3 % 28,0 % 2,1 % | 25,5 % 16,3 % 7,5 % 40,0 % 23,1 %    | 25,6 % 18,9 % 32,8 % 27,5 % 36,3 %   | 8,8 % 2,7 % 30,6 % 4,1 % 24,5 %      | 12,8 % 2,7 % 7,5 % 0,3 % 13,3 %      | 7,2 % - 0,3 % 0,1 % 0,7 %            |

На 100 хозяйств приходилось:
|                          | Без рабочего скота | 1 голова | 2-3 головы | 4-6 голов | 7 и более голов |
| ------------------------ | ------------------ | -------- | ---------- | --------- | --------------- |
| Казаков                  | 41,4 %             | 7,3 %    | 34,3 %     | 13,0 %    | 4,0 %           |
| Крестьян государственных | 59,4 %             | 10,8 %   | 19,0 %     | 10,8 %    | 0,0 %           |
| Крестьян казённых        | 46,2 %             | 10,3 %   | 39,9 %     | 3,6 %     | 0,0 %           |
| Воинских поселян         | 27,5 %             | 6,8 %    | 47,7 %     | 16,5 %    | 1,5 %           |

В уезде 1044 поселения, в том числе 15 местечек, 29 селений, 219 деревень и 871 хутор.

## Административное деление
В 1913 году в состав уезда входила 21 волость: 
| - Бреусовская — с. Бреусовка, - Бригадировская — с. Бригадировка, - Бродщинская — с. Бродщина, - Беликская — м. Белики, - Велико-Кобеликская — с. Столбина Долина, - Волчеречская — хут. Волчереч, - Китай-Городская — м. Китай-Городок, - Кишенская — м. Кишенка, - Клюсово-Зачепиловская — хут. Клюсовские, - Кобелякская — г. Кобеляки, - Куликовская — хут. Куликовские, | - Кустоловская — с. Кустолово, - Лашковская — с. Лашково, - Маячская — м. Маячка, - Ново-Сенжаровская — м. Ново-Сенжары, - Озерская — м. Озеры, - Орликская — м. Орлик, - Сокольская — м. Соколка, - Хорошковская — с. Хорошки, - Царичанская — м. Царичанка, - Чорбовская — с. Чорбовка. |

## Уроженцы
- Воблый, Константин Григорьевич
- Коваленко, Александр Власович
- Морозов, Юрий Иванович[укр.]
- Остроградский, Михаил Васильевич

## Экономика
Заводов пивоваренных 2, кожевенных 3, свечных восковых 2, мыловаренный 1, крупчатых мельниц 35 (паровая 1, водяных 34), топчаков 3, кузниц 248, маслобоен 391; общая сумма производства, при 889 рабочих, 290000 руб.
Кустарная промышленность развита слабо. Главное занятие жителей — хлебопашество на своей и съёмной в погодный наём земле.
В 1894 году рожь занимала 39778 десятин, пшеница озимая — 3508, яровая — 81671, ячмень — 35837, овёс — 8323, гречиха — 6627, просо — 5477, кукуруза — 56, горох — 1987, чечевица — 1586, картофель — 4149, всего — 188243 десятины.
Средняя урожайность для всех хлебов на землях частных владельцев определяется с десятины 47 пудов, на землях мелких землевладельцев — едва 36 пудов. Погодный наем земли малоземельными и безземельными пахарями существует постоянно в значительных размерах.
По подворной переписи 1887 года зарегистрирован погодный наем пахотной земли испольно 9823 десятины, за деньги 26677 десятин и под отработки натурой 1267 десятин, всего 37767 десятин. Часть рабочего населения уходит в летнее время на заработки в южные губернии. В 1886 года было выдано письменных видов для отлучек: годовых — 652, полугодовых — 1141, краткосрочных — 9186, всего — 10979.
Бюджет уездного земства составлял в 1884 году — 71967 руб., в 1893 году — 88605 руб. из этой суммы на содержание земской управы идет 9,7 %, на врачебную часть 15,9 %, на начальные школы 8,3 %.
На средства уездного земства содержатся в уезде 4 врача и 20 фельдшеров. Сельским обществам принадлежит продовольственного капитала 29744 руб., из которых в долгу — 17852 руб. По затратам для медицины и для народного образования в 1893 году, сравнительно с числом жителей, Кобелякскому уезду принадлежит самое низшее место в губернии.
В 1877 году в уезде было организовано Кобелякское сельскохозяйственное общество.